# Tazewell (Tennessee)
Tazewell es un pueblo ubicado en el condado de Claiborne en el estado estadounidense de Tennessee. En el Censo de 2010 tenía una población de 2.218 habitantes y una densidad poblacional de 193,44 personas por km².

## Geografía
Tazewell se encuentra ubicado en las coordenadas 36°27′47″N 83°33′57″O / 36.46306, -83.56583. Según la Oficina del Censo de los Estados Unidos, Tazewell tiene una superficie total de 11.47 km², de la cual 11.47 km² corresponden a tierra firme y (0%) 0 km² es agua.

## Demografía
Según el censo de 2010, había 2.218 personas residiendo en Tazewell. La densidad de población era de 193,44 hab./km². De los 2.218 habitantes, Tazewell estaba compuesto por el 94.36% blancos, el 2.48% eran afroamericanos, el 0.18% eran amerindios, el 0.72% eran asiáticos, el 0% eran isleños del Pacífico, el 0.23% eran de otras razas y el 2.03% pertenecían a dos o más razas. Del total de la población el 1.08% eran hispanos o latinos de cualquier raza.